# Parableta affinis
Parableta affinis är en insektsart som beskrevs av Piza Jr. 1950. Parableta affinis ingår i släktet Parableta och familjen vårtbitare. Inga underarter finns listade i Catalogue of Life.